# Michail Jangel
Michail Kuzmič Jangel (ukrajinsky Михайло Кузьмич Янгель, rusky Михаил Кузьмич Янгель; 7. listopadu 1911 – 25. října 1971) byl sovětský inženýr původem z Irkutsku, který byl vedoucím konstruktérem raketového programu bývalého Sovětského svazu.

## Životopis
Michal Jangel se narodil 7. listopadu 1911 na Sibiři. Byl vnukem ruského politického vězně, kterého carský režim při občanských nepokojích deportoval na Sibiř. Po absolvování Moskevského leteckého institutu v roce 1937 začal kariéru jako letecký inženýr. Spolupracoval se slavnými leteckými konstruktéry Nikolajem Polikarpovem a později Artěmem Mikojanem. Poté přešel do oblasti balistických raket, kde měl nejprve na starosti naváděcí systémy.
Jako spolupracovník Sergeje Koroljova založil v Dněpropetrovsku v tehdejší Ukrajinské SSSR středisko raketových pohonů, které se později stalo základem jeho vlastní konstrukční kanceláře OKB-586 v roce 1954. Zpočátku sloužilo Jangelovo zařízení k sériové výrobě a dalšímu vývoji mezikontinentálních balistických raket (ICBM), v jejichž oblasti byl Jangel průkopníkem skladovatelných hypergolických paliv.
Jangelova kancelář byla součástí Ministerstva všeobecného strojírenství, které vedl Sergej Afanasjev. Navrhla rakety R-12 Dvina, R-16 a R-36, jejichž úpravy nosných raket jsou známy pod názvy Kosmos, Cyklon a Dněpr, které se používají dodnes. Během vývoje R-16 se Jangel jen o vlásek vyhnul smrti při tzv. „Nedělinově katastrofě“ dne 24. října 1960.
Za svou vynikající práci získal Michail Jangel v roce 1960 Leninovu cenu a v roce 1967 Státní cenu SSSR. Byl také vyznamenán čtyřmi Leninovými řády, Řádem Říjnové revoluce a řadou dalších medailí. Zemřel na infarkt v Moskvě v roce 1971.
Po Jangelovi bylo pojmenováno několik významných míst:
- Ulice v Moskvě ve čtvrti Čertanovo.
- Stanice Ulica Akademika Jangelja na lince Serpuchovsko-Timirjazevskaja Moskevského metra.
- Ulice v Kyjevě.
- Jedna ze dvou hlavních ulic na kosmodromu Bajkonur (druhá je na počest jeho hlavního rivala Sergeje Koroljova)
- Kráter Yangel' na Měsíci.
- Je po něm pojmenována menší planetka 3039 Yangel, kterou objevila sovětská astronomka Ljudmila Žuravlevová v roce 1978.